# Carl-Christian Arfsten
Carl-Christian Arfsten (* 10. November 1889 in Nieblum, Föhr; † 31. Dezember 1969) war ein deutscher Politiker der CDU.

## Leben und Beruf
Nach Absolvierung der Obersekunda war Arfsten von 1906 bis 1921 in Apenrade und Hadersleben im Bankwesen tätig. Nach Angliederung Nordschleswigs an Dänemark aufgrund der Volksabstimmung, zog er nach Itzehoe um, wo er ebenfalls für eine Bank tätig war. Danker und Lehmann-Himmel charakterisieren ihn in ihrer Studie über das Verhalten und die Einstellungen der Schleswig-Holsteinischen Landtagsabgeordneten und Regierungsmitglieder der Nachkriegszeit in der NS-Zeit als Angehörigen traditioneller Eliten und „angepasst / ambivalent“. Von 1946 bis zu seinem Ruhestand 1956 war er der Direktor einer dortigen Filiale der Deutschen Bank.
Arfsten war evangelisch-lutherischen Glaubens, verheiratet und hatte zwei Kinder.

## Partei
Vor 1933 gehörte Arfsten einem bürgerlichen Wahlbündnis in Itzehoe an. Nach 1945 wurde er Mitglied der CDU, aus der er 1959 „ohne Angabe von Gründen“ austrat.

## Abgeordneter
Von 1929 bis 1933 war Arfsten Stadtverordneter in Itzehoe und Vorsitzender der bürgerlichen Fraktion.
Von 1947 bis 1958 war Arfsten Abgeordneter des Landtags von Schleswig-Holstein. Er vertrat den Wahlkreis Steinburg-Mitte im Parlament. Von 1950 bis 1958 war er stellvertretender Vorsitzender der CDU-Fraktion und Vorsitzender des Finanzausschusses des Landtages. Am 13. Oktober 1950 sprach er sich im Ausschuss für Innere Verwaltung, dem er angehörte, gemeinsam mit Heinrich Wolgast (FDP), Hans Herwarth von Bittenfeld und Alfred Gille (beide GB/BHE) für einen sofortigen Entnazifizierungsstopp aus. Arfsten gehörte als Vertreter des Landtages der zweiten Bundesversammlung an, die am 17. Juli 1954 Theodor Heuss zum Bundespräsidenten wiederwählte.

## Öffentliche Ämter
Arfsten war 1945/46 Bürgermeister von Itzehoe.

## Ehrungen
Am 16. Mai 1957 wurde Arfsten das Große Verdienstkreuz des Bundesverdienstkreuzes verliehen.